# Tazobactam
Tazobactam ist ein Arzneistoff aus der Gruppe der β-Lactamase-Inhibitoren. Tazobactam ist nur wenig antimikrobiell wirksam, erweitert jedoch das antibiotische
Spektrum des β-Lactam-Antibiotikums Piperacillin. Es wird deswegen in fixer Kombination mit Piperacillin angewendet.
Beide Stoffe sind nicht oral wirksam und werden daher parenteral verabreicht.
Tazobactam ist in einer weiteren fixen Kombination mit Ceftolozan (Modifikation von Ceftazidim) seit 2015 für die Behandlung von komplizierten Harnwegsinfekten, komplizierten intraabdominellen Infektionen und seit 2019 für die Behandlung der nosokomialen Pneumonie zugelassen.

## Pharmakologie
Die Hemmstoffe der β-Lactamase haben eine ähnliche chemische Struktur wie β-Lactam-Antibiotika und enthalten den β-Lactam-Ring. Durch die Kombination des β-Lactamase-labilen Piperacillins mit dem β-Lactamase-Inhibitor  Tazobactam kann die Antibiotika-Resistenz von Bakterien gegen β-Lactamase-labile Penicilline überwunden werden. Tazobactam ist kaum direkt antibakteriell aktiv. Es bindet irreversibel an das klinisch häufig vorkommende Enzym β-Lactamase, welches von einigen Bakterien produziert wird und verhindert dadurch die Inaktivierung der β-Lactam-Antibiotika. Die meisten plasmidvermittelten Penicillinasen werden gehemmt, weniger oder gar nicht die chromosomal vermittelten Cephalosporinasen.

## Chemisch-pharmazeutische Angaben
Arzneilich verwendet wird das wasserlösliche Natriumsalz des Tazobactams.

## Varia
Zur perioperativen Prophylaxe wird die Kombination Piperacillin/Tazobactam nicht empfohlen.

## Handelsnamen
Kombinationspräparate
Piperacillin/ Tazobactam (D, A, CH), Pipitaz (A), Tazobac (D, CH), Tazonam (A)